# Fekete Győr István
Fekete Győr István (Kisgyőr, 1936. március 28. – 2024. május 20.) magyar zenetanár, zeneszerző.

## Életpályája
1960 és 1965 között Szervánszky Endre tanítványa volt a Zeneakadémián. 1972 óta a Budapesti Bartók Béla Zeneművészeti Szakközépiskola zeneszerzés tanára.
Tanítványai voltak többek között: Dukay Barnabás, Tihanyi László, Serei Zsolt, Király László, Faragó Béla, Horváth Barnabás, Erős Csaba, Szervác Attila, Horváth Balázs, Gyöngyösi Levente, Hamar Zsolt, Sáry Bánk, Bolcsó Bálint, Dargay Marcell, Dinyés Dániel, Horváth Márton Levente, Kákonyi Árpád, Derecskei András, Bucz Magor. 
Mintegy 50 éves pályája során csak kevés, de annál jelentősebb alkotással gazdagította a magyar zeneirodalmat. Minden bizonnyal ez elkötelezett pedagógiai munkásságával magyarázható. Balassa Sándorhoz több évtizedes szoros barátság kötötte.
2000-ben mutatták be Négy dalát Nagy László verseire, melyeket 32 évvel korábban, 1968-ban írt.

## Művei
- Négy dal Nagy László verseire
- Kék hegyek hidege – dalciklus Nagy László verseire
- Három duó – fuvolára és zongorára
- Szonáta hegedűre és zongorára
- Fúvósötös

## Hangfelvételek
Minden műve megtalálható a Magyar Rádió archívumában. Az előadók között szerepel Perényi Eszter, Almásy László és a Magyar Rádió Fúvósötöse is.

## Díjai
- A Magyar Érdemrend lovagkeresztje (2014)